# Grand Tour
Grand Tour [gʀɑ̃ˈtuːʀ] (französisch; deutsch „große Reise“), auch Kavalierstour oder Cavaliersreise, war die Bezeichnung für eine seit der Renaissance obligatorische Reise der Söhne des europäischen Adels, später auch des gehobenen Bürgertums, durch Mitteleuropa, Frankreich, Italien, Spanien und auch ins Heilige Land. In weiterem Sinne wurden auch die Bildungsreisen erwachsener Angehöriger der genannten Stände so bezeichnet. Insbesondere in England fand die Grand Tour im 18. Jahrhundert einen reichen literarischen Niederschlag.

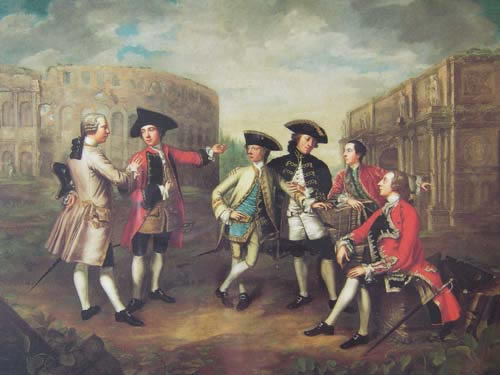
British connaisseurs in Rome, Gemälde von James Russel, ca. 1750

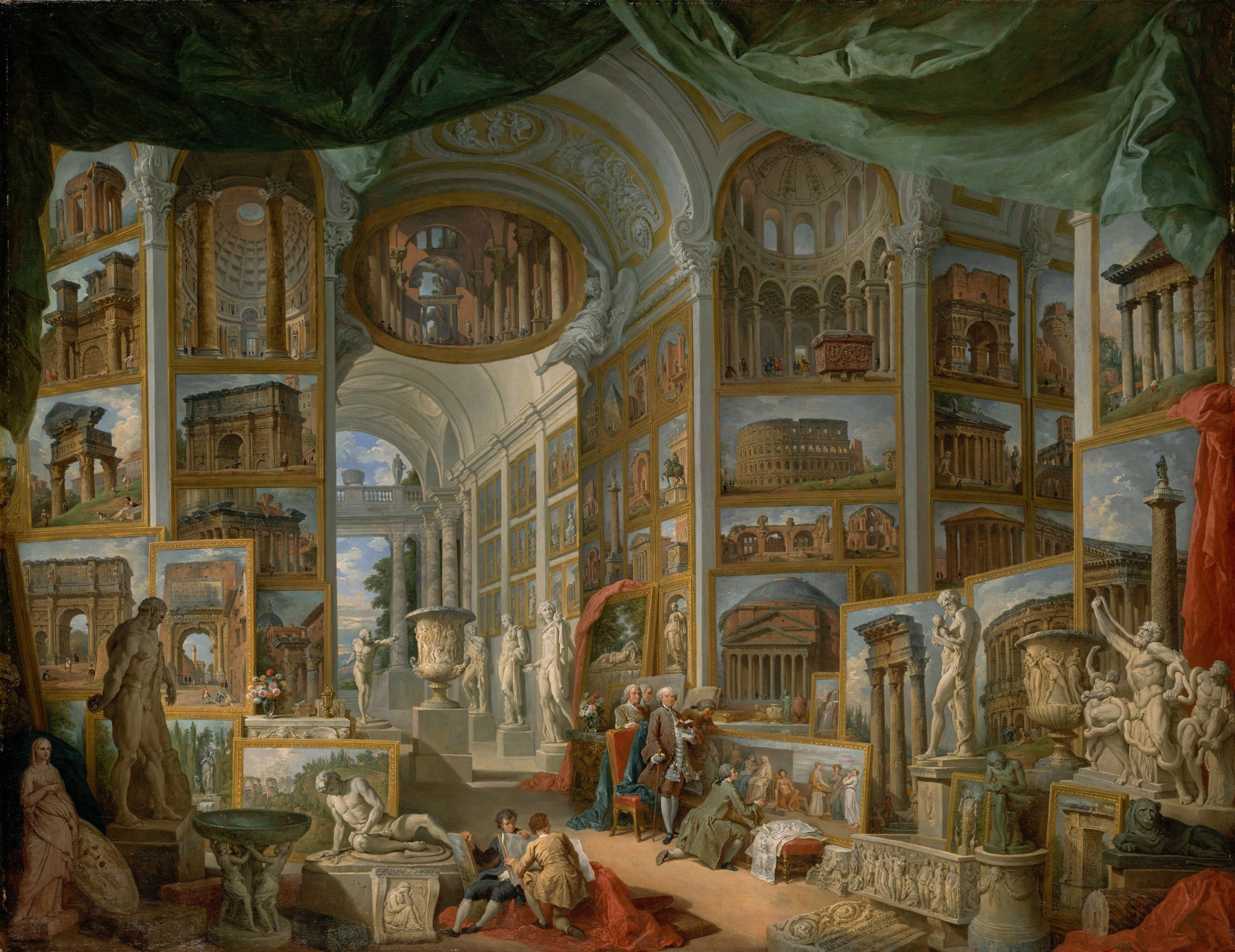
Bildergalerie des antiken Rom (Roma Antica), Gemälde von Giovanni Paolo Pannini, 1757

## Ziele
Die Grand Tour stellte ursprünglich den Abschluss der Erziehung dar, die die Bildung des Reisenden vollenden sollte. Die Adeligen suchten insbesondere bedeutende europäische Städte auf und besichtigten dort Baudenkmäler aus Antike, Mittelalter und Renaissance, reisten durch malerische Landschaften, sprachen aber auch an europäischen Fürstenhöfen vor. Dabei sollten sie Kultur und Sitten fremder Länder kennenlernen, neue Eindrücke sammeln und für das weitere Leben nützliche Verbindungen knüpfen. Weiter diente die Tour der Vertiefung von Sprachkenntnissen sowie der Verfeinerung von Manieren, allgemein dem Erwerb von Weltläufigkeit, Status und Prestige. Gerade für adlige Reisende war es auch reizvoll, Lektionen französischer oder italienischer Fechtmeister in Anspruch zu nehmen und dadurch ihre Kenntnisse im Waffenhandwerk zu vertiefen. Unausgesprochenes weiteres Ziel war häufig die Erlangung einer gewissen Erfahrung in erotischen Dingen, manchmal auch die Anbahnung von Heiratsmöglichkeiten.
Bei älteren Reisenden traten zur Vertiefung der Bildung und Horizonterweiterung häufig weitere Beweggründe hinzu. Mitunter versprachen sie sich vom milderen Klima des europäischen Südens die Heilung oder Linderung von Krankheiten, so etwa der 1820 nach Italien gereiste Dichter John Keats.
Andere Reisende wiederum tauschten sich in fremden Staaten mit Fachkollegen ihres Berufsstandes aus oder betrieben vielfältige Forschungen. Der Botaniker John Ray etwa strebte bei seiner Kontinentaltour in den 1660er Jahren die Erstellung einer umfassenden Liste ausländischer Pflanzen an, während der Barockmaler Jonathan Richardson Anfang des 18. Jahrhunderts in Holland und Italien nicht weniger als einen „vollständigen Katalog aller vorhandenen Statuen und Gemälde“ anlegen wollte. Häufig wurden die Grand Tours auch zum Ankauf von Kunstwerken benutzt, so etwa von Thomas Howard, 21. Earl of Arundel.
Wenn auch der Großteil der eine Grand Tour absolvierenden Reisenden männlichen Geschlechts war, so gab es gleichwohl unter ihnen auch einige Damen, etwa Mariana Starke (1762–1838) oder Lady Morgan (1776–1859).

## Geschichte

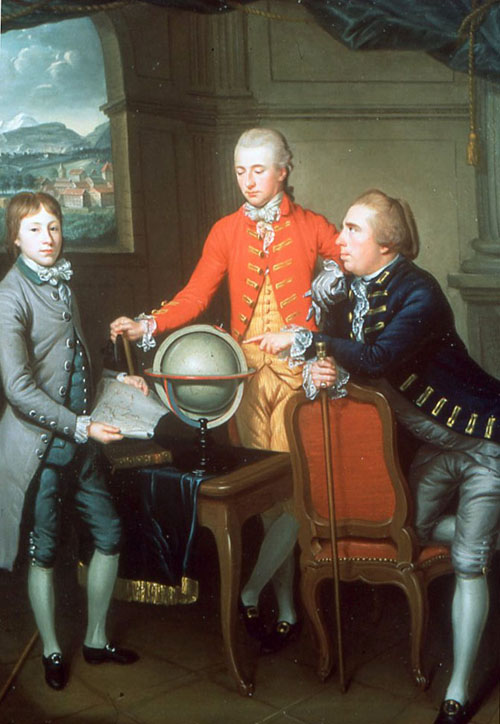
Douglas, 8th Duke of Hamilton, auf seiner Grand Tour mit seinem Arzt John Moore und dessen Sohn John. Im Hintergrund ist die Stadt Genf zu sehen. Gemalt von Jean Preudhomme, 1774

Die Besichtigung antiker Stätten in Italien hatte in Kreisen der Künstler und Intellektuellen bereits seit dem Spätmittelalter Tradition. Einen wahren Aufschwung erlebte die Grand Tour aber erst gegen Ende des 17. Jahrhunderts, als es im englischen Adel, vergleichbar einem Initiationsritus, Mode wurde, seine Sprösslinge auf eine mehrjährige Bildungsreise auf den Kontinent zu schicken. Ihren Anfang nahm sie während der Regentschaft von Königin Elisabeth I. von England im 16. Jahrhundert. Die jungen Männer zwischen 17 und 21 Jahren machten sich zumeist in Begleitung eines Tutors, und finanziell großzügig von der Familie unterstützt, auf den Weg zum Kontinent und durch Europa, um ihren Horizont zu erweitern, antike Bauwerke und Denkmäler zu besichtigen, aber auch um sich in die hohe Schule der Diplomatie einführen zu lassen. Station machte man vorwiegend bei Verwandten, und nicht wenige gingen bei dieser Gelegenheit erfolgreich auf Brautschau. Diese große Mode aus England fand bald auch in anderen Ländern Anklang.
Im Laufe des 17. und 18. Jahrhunderts erweiterte sich der gesellschaftliche Kreis der Reisenden auf das Bürgertum. Ein bürgerlicher Engländer, der über Wohlstand verfügte, unternahm zumindest eine kurze Reise auf das Festland. Ähnlich heutigen Reiseführern, wurden in Ratgebern und Reisetagebüchern zur Grand Tour Empfehlungen über die Wegstrecke gegeben, Sehenswürdigkeiten, Sitten, die notwendige Kleidung, die Apotheke und Lektüre besprochen sowie wichtige Sätze und Vokabeln fremder Sprachen als Hilfe verzeichnet. Vor Ort nahmen sich Reise- und Bergführer der jungen Leute an, die personifizierte Referenzbücher führten. Um die Reisenden entstand ein eigener Dienstleistungssektor.
Der Großteil der Bevölkerung hatte nicht die finanziellen Mittel, um im Stil einer Grand Tour zu reisen. Bürger konnten sich eine Fortbewegung mittels Pferd oder mit der Kutsche leisten. Die Masse der Menschen ging aber immer noch zu Fuß. Die Reisebedingungen hatten sich damit seit dem Mittelalter kaum verbessert.
Die Vorreiterrolle Englands erklärt sich unter anderem daraus, dass sich das Land nach dem Sieg über die spanische Armada 1588 auf dem Weg zu einer Weltmachtstellung sah. Anders als der Kontinent hatte es nicht unter den Auswirkungen des Dreißigjährigen Kriegs zu leiden. Hinzu kommt schließlich, dass das Ideal des Gentleman, also des bildungsbeflissenen, begüterten, häufig aber müßig-politikfernen Gentry-Angehörigen nur dort anzutreffen war. Zugleich begünstigte der Umstand, dass sich nur die Begüterten solche Reisen leisten konnten, aber auch die Entstehung eines Zerrbildes von „den Engländern“ auf dem Kontinent, das bis weit ins 20. Jahrhundert anzutreffen war.
Einen erheblichen Aufschwung erlebte die Grand Tour Mitte des 18. Jahrhunderts. Im Zuge der Aufklärung nahm das Interesse an fremden Kulturen und Menschen, deren Lebensbedingungen und Umgebung, weiter zu. Zusätzlich wurde die Reiselust durch Berichte von Weltreisen und Reiseliteratur geweckt.
Dem Niedergang des Adels nach der Französischen Revolution entsprach auch derjenige der Grand Tour im klassischen Sinne. Sie wurde im 19. Jahrhundert von der Bildungsreise abgelöst, die zwar ähnliche Ziele verfolgte, aber mit weitaus weniger Aufwand verbunden war und organisatorisch meist in den Händen des – nunmehr häufig bereits älteren – Reisenden selbst lag.

## Vorbereitung

### Formalitäten
Die Durchführung der Grand Tour war mit allerlei Formalitäten verbunden. So mussten etwa Reisepässe und Gesundheitszeugnisse beschafft werden – dies wegen der insbesondere in Italien und Deutschland herrschenden Kleinstaaterei häufig in großer Menge, was beträchtliche Kosten verursachte. Da Devisen nur in begrenztem Umfang aus England ausgeführt werden durften, musste bei italienischen Banken in London Geld hinterlegt werden, das gegen Vorlage entsprechender Zahlungsanweisungen in Italien wieder in Empfang genommen werden konnte.
Angehörige des europäischen Hochadels und insbesondere die Prinzen regierender Häuser unternahmen ihre Grand Tours aus Sicherheitsgründen wie auch zur Vermeidung von Rangstreitigkeiten häufig inkognito. So reiste der spätere August der Starke 1687 etwa als Graf von Meißen nach Italien.

### Reisebegleiter

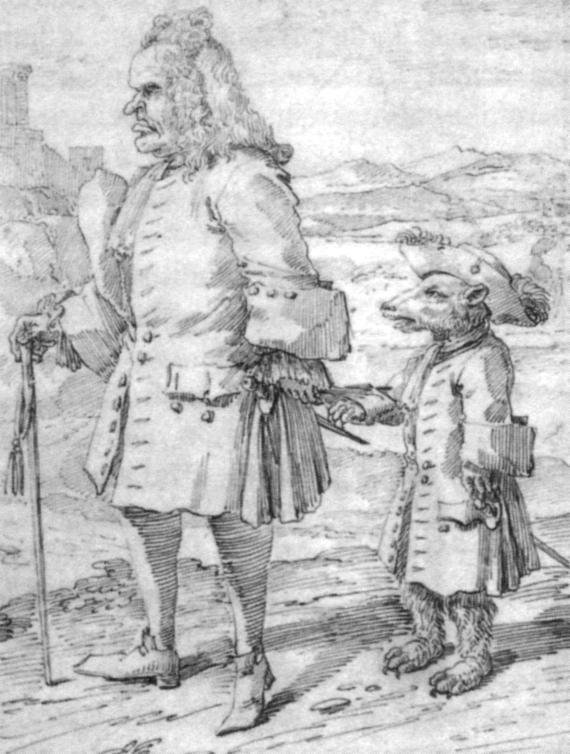
James Hay als „bear-leader“, Radierung von Pier Leone Ghezzi, 1725

Zentrale Bedeutung kam der Auswahl eines Reisebegleiters (tutor, governor, „bear-leader“) zu, der über Organisationstalent, Bildung und umfassende Sprachkenntnisse verfügen musste, vor allem aber auch über die Umsicht und Reife, seinen jugendlichen Schützling vor physischen, finanziellen und moralischen Gefahren aller Art zu bewahren. Ein bekannter Tutor war Thomas Hobbes, der mit großem Vergnügen 1610 den Sohn von Lord Cavendish sowie 1634 den Sohn des Earl of Devonshire auf ihren Grand Tours begleitete. Besonders wohlhabende Familien gesellten ihren Sprösslingen neben dem Tutor noch weiteres Personal bei, wozu Ärzte, Kunstexperten, Dienstboten, Maler und Musiker gehören konnten. Wenn junge Damen der besseren Gesellschaft nach Italien reisten, um sich zu bilden, gehörte eine unverheiratete Tante oder Cousine als Anstandsdame („chaperone“) unbedingt dazu.

### Italien

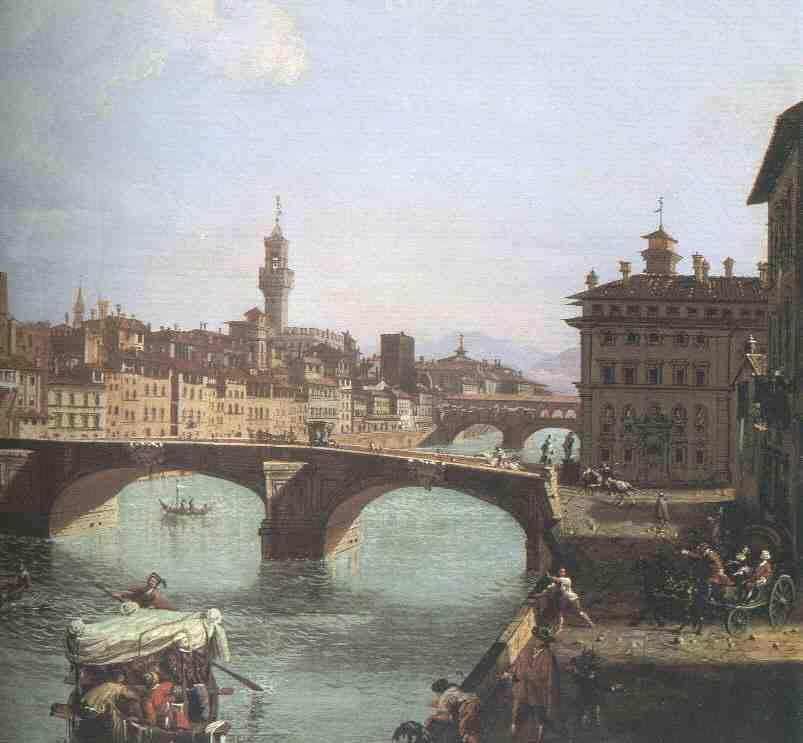
Vedute von Florenz
Gemälde von Giuseppe Zocchi (1711–1767)

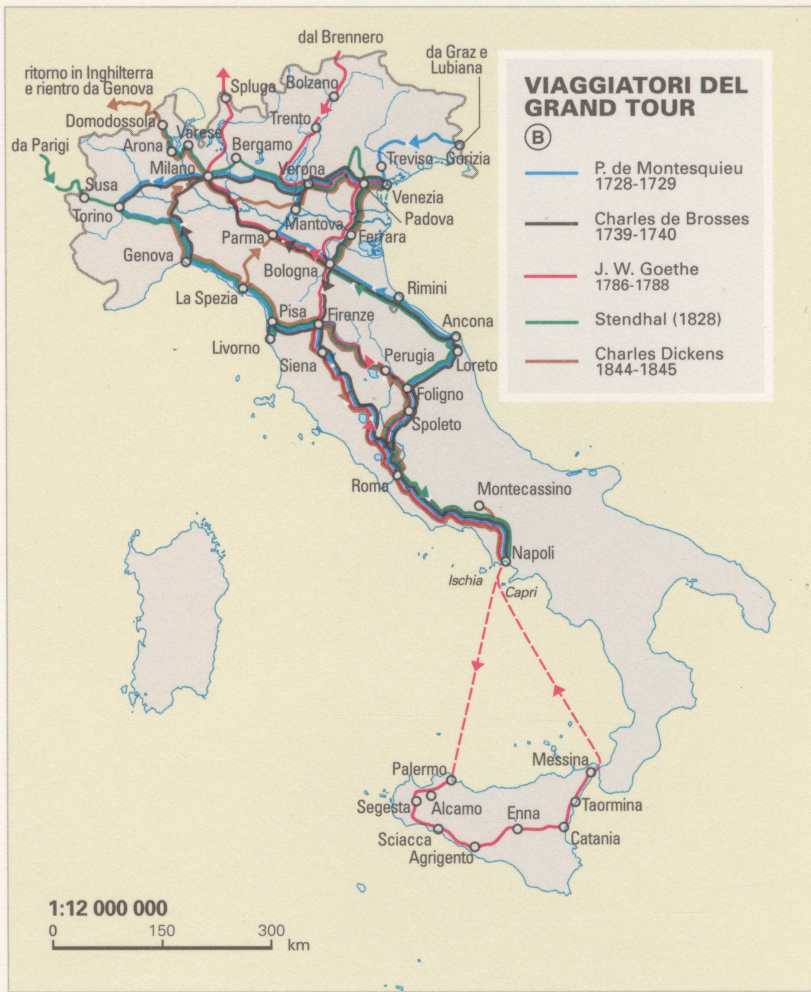
Routen der Grand Tours von Montesquieu, de Brosses, Goethe, Stendhal und Dickens

## Verkehrsmittel

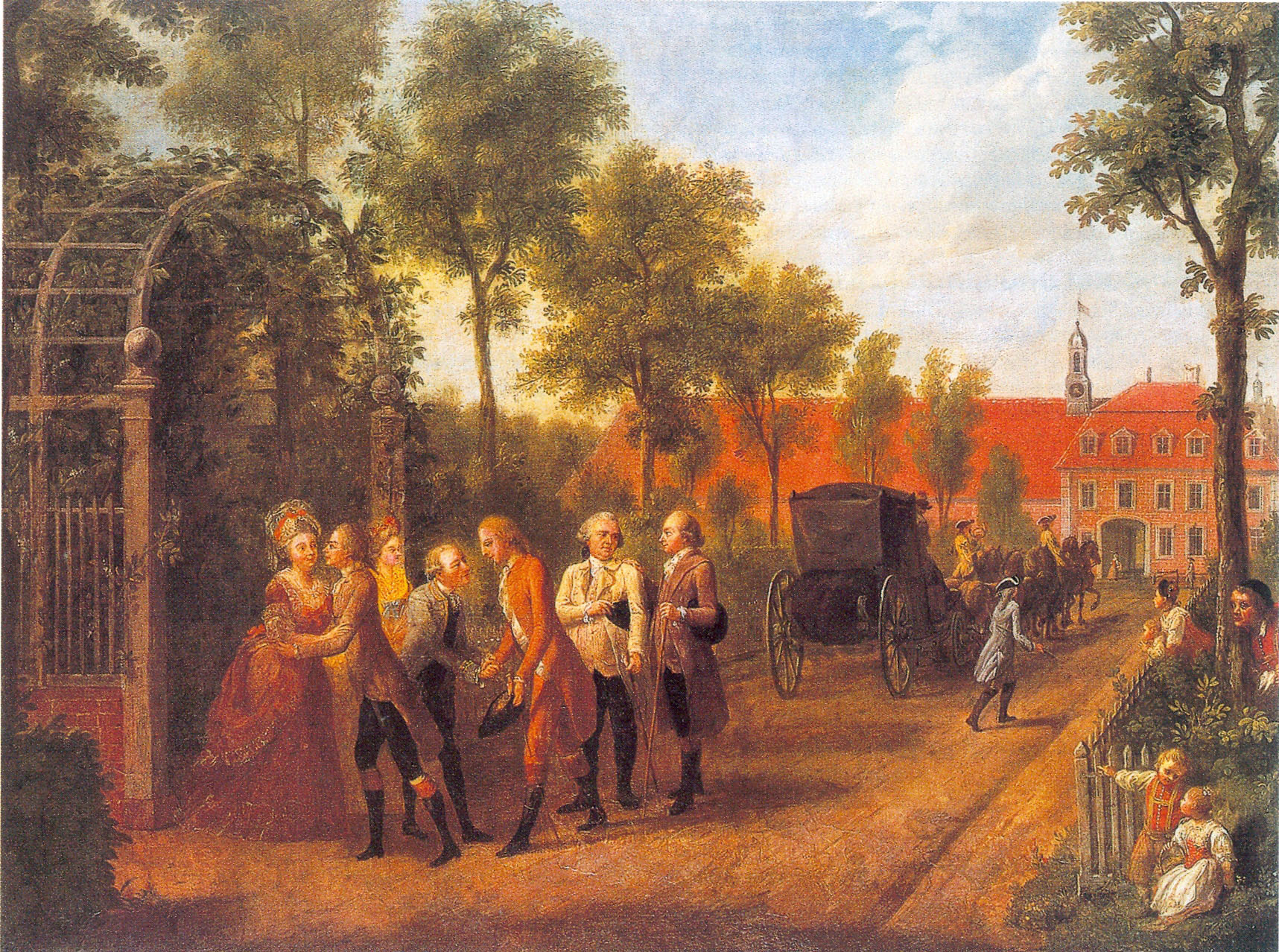
Tischbein: Rückkehr der Grafen Stadion von einer Kavaliersreise

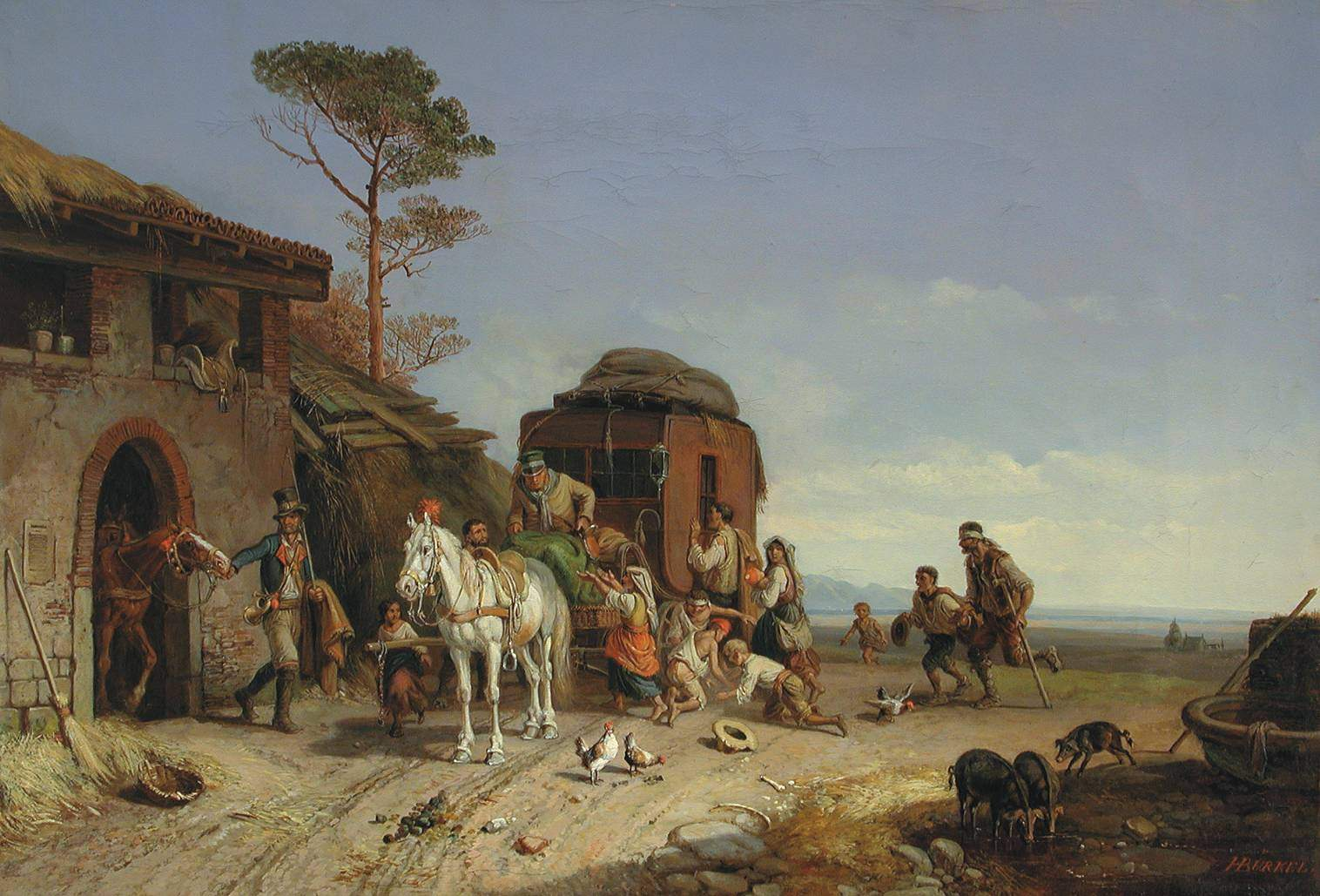
Pferdewechsel an italienischer Poststation
Gemälde von Heinrich Bürkel (1802–1869)

### Architektur

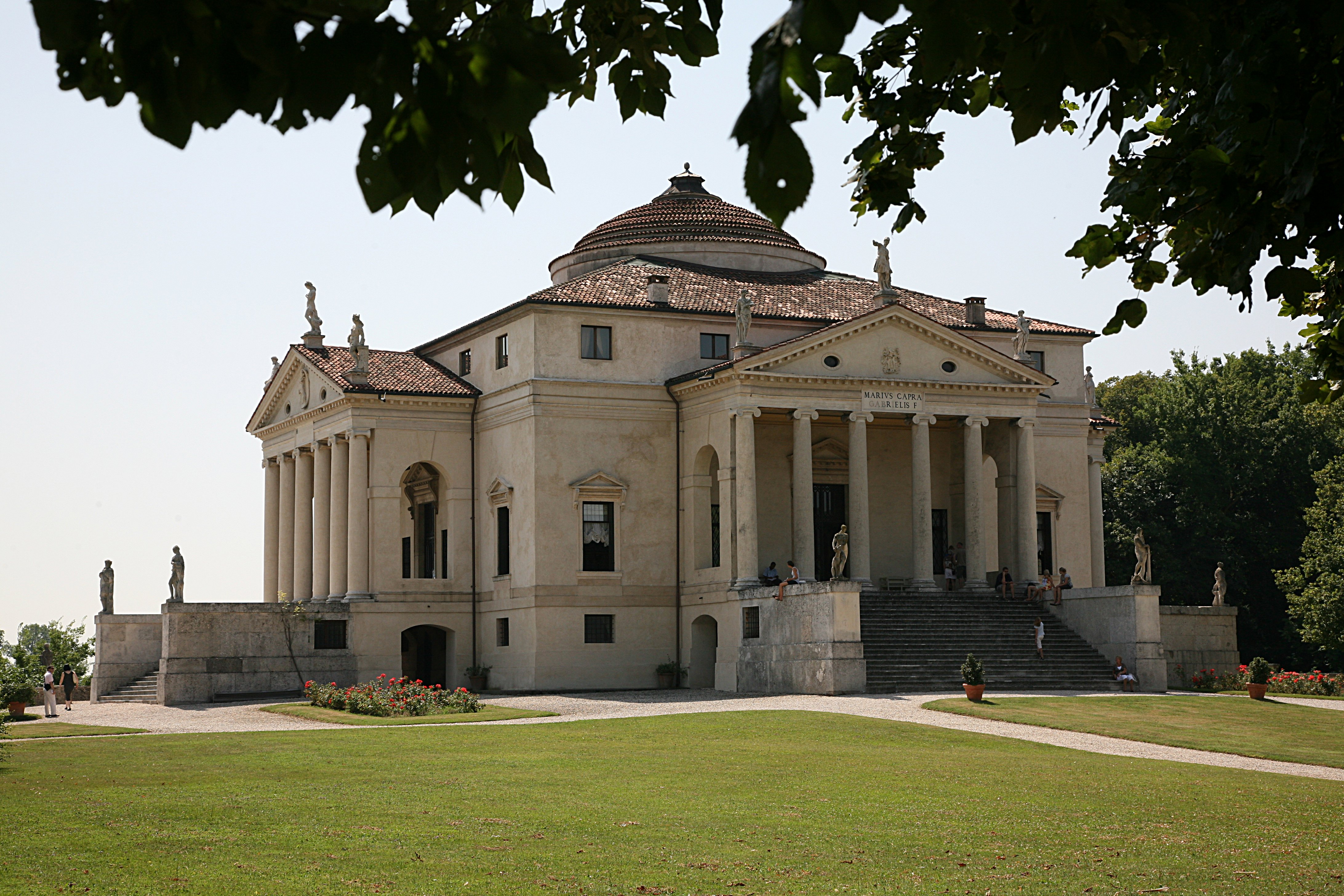
Villa Rotonda in Vicenza

## Bekannte Grand Tours

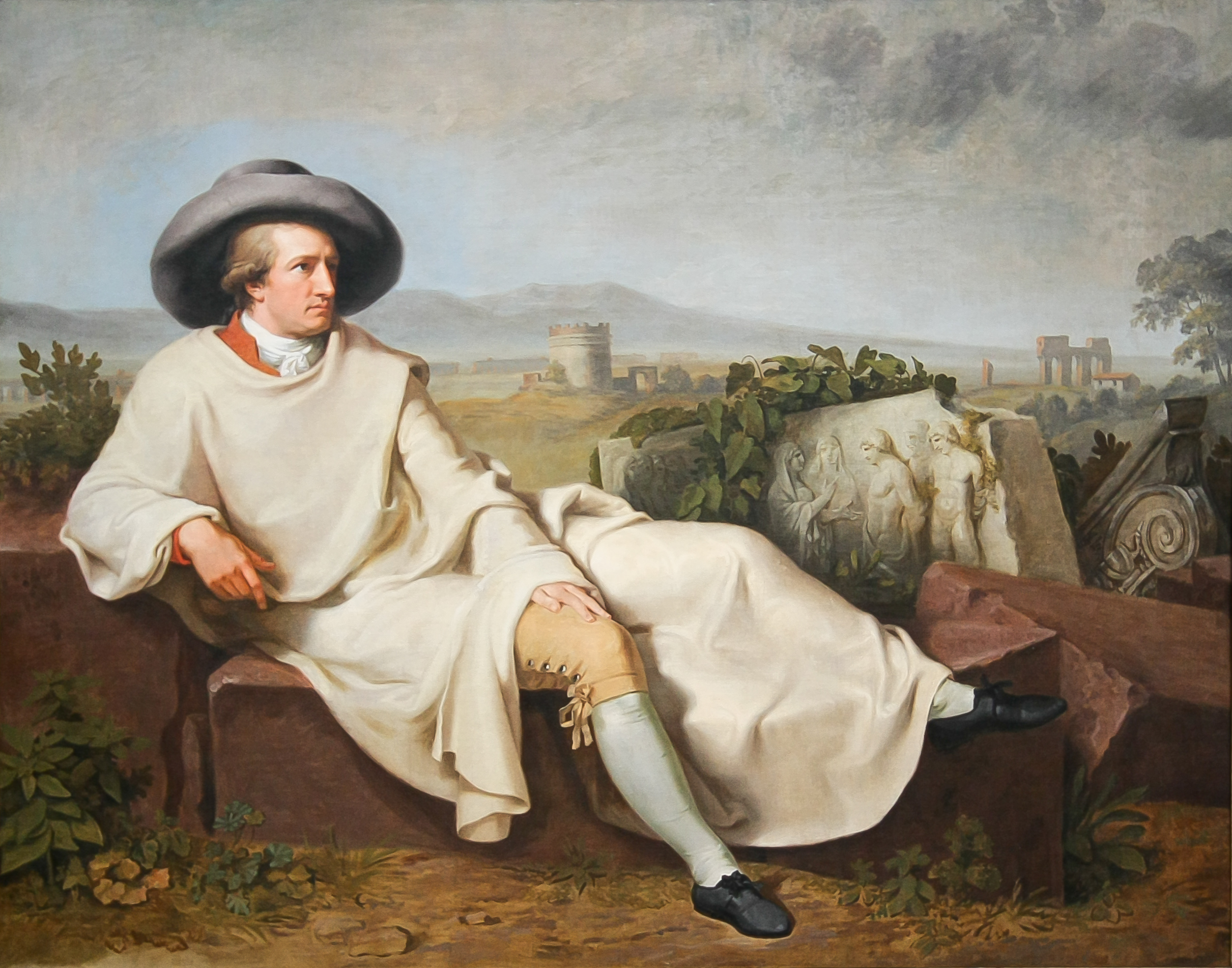
Goethe in der Campagna, Gemälde von J.H.W.Tischbein von 1787